# Fuglavernd
Fuglavernd est une organisation non gouvernementale islandaise dédiée à la protection des oiseaux islandais et de leur habitat.

## Historique et missions
Fuglavernd, dont le nom complet en islandais est Fuglaverndarfélag Íslands, est une association fondée en 1963 et dont le siège se situe à Reykjavik. Pendant 30 ans, sa principale mission est de sauver le Pygargue à queue blanche (Haliaeetus albicilla) de l'extinction en Islande, notamment grâce à l'implication de Björn Guðbrandsson (1917-2006). Ses missions incluent aujourd'hui, plus largement, l'étude et la conservation des oiseaux et de leur habitat, des observations et comptages, et des actions de sensibilisation.
Fuglavernd a soutenu l'interdiction de chasser le Lagopède alpin (Lagopus muta) et l'Oie rieuse (Anser albifrons), et s'est intéressé à deux espèces vulnérables en Islande, le Phalarope à bec large (Phalaropus fulicarius) et le Grèbe esclavon (Podiceps auritus). L'association œuvre à la protection de zones importantes pour la conservation des oiseaux et gère la réserve naturelle de Flói (en).
Fuglavernd est partenaire de BirdLife International depuis 1994 et de la Royal Society for the Protection of Birds. Dans le cadre de son partenariat avec BirdLife International, Fuglavernd mène entre 2023 et 2026 un projet de restauration de plusieurs centaines d'hectares de zones humides en Islande